# Sven Berge
Sven Erik Berge (født 1. oktober 1919 i Ljusdal i Hälsingland, Gävleborgs län, død 6. august 2004 i Malmø) var en svensk kampvogningeniør. Han er mest kendt i Sverige for sit arbejde i Kungliga arméförvaltningen Tygavdelning (KAFT eller KAF, senare FMV). Han var en af skaberene af kampvognene Stridsvagn 74 og den berømte Stridsvagn 103. 

## Stridsvagn 103
Det berømteste af Berges projekter var den tårnløse Strv 103. Kampvognen havde ingen kanontårn, og kanonen var fikseret; kanonen var fulgte med hele kampvognens karrosseris bevægelse.
Der var tre produktionsmodifikationer af kampvognen: Strv 103 A, Strv 103 B og Strv 103 C; Strv 103 D var en prototype. Der var også en minerydningsvariant af kampvognen, MV 103C Deminer.